# Veliki Obuhovski most
Veliki Obuhovski most (rus. Большо́й Обу́ховский мост) je najnoviji most koji premošćuje rijeku Nevu u Sankt-Peterburgu, Rusija. Po vrsti je ovješeni most i jedini je most preko rijeke Neve koji nije pomični. Ukupne je duljine 2824 metra a glavni raspon je duljine 382 metra. Za razliku od drugim mostova, Veliki Obuhovski most se sastoji od dva identična mosta sagrađena jedan do drugog.
Prvi dio mosta (prvi most) je otvoren 15. prosinca 2004. Prvi puta u povjesti ime mosta je odabrano na referendumu među građanima Sankt-Peterburga i Lenjingradske oblasti. Drugi dio mosta (drugi most) je otvoren 19. listopada 2007., čime je izgradnja mosta završena.

## Zanimljivosti
U prosincu 2006. novogodišnje drvce (slično božićnom drvcu) je postavljeno na vrh nosača mosta. Zbog visine nosača od 102,5 metara, to drvce je postalo najviše novogodišnje drvce u Sankt-Peterburgu.

## Galerija
- Most iz zraka
- Most u predvečerje
- Dio mosta
(vide se nosači oba mosta)
- Asfaltiranje prometnih traka

### Unutarnje poveznice
- Most na otoku Ruskom

### Zajednički poslužitelj
|  | Zajednički poslužitelj ima stranicu o temi Big Obukhovsky Bridge    |
|  | Zajednički poslužitelj ima još gradiva o temi Big Obukhovsky Bridge |

## Vanjske poveznice
- (rus.) Opis projekta  Arhivirana inačica izvorne stranice od 26. srpnja 2012. (Wayback Machine)